# Cao Lei
Cao Lei (en chino: 曹磊; Qinhuangdao, 24 de diciembre de 1983) es una deportista china que compitió en halterofilia.
Participó en los Juegos Olímpicos de Pekín 2008, obteniendo una medalla de oro en la categoría de 75 kg; medalla que perdió posteriormente por dopaje.
Ganó tres medallas en el Campeonato Mundial de Halterofilia entre los años 2006 y 2009.

## Palmarés internacional
| Juegos Olímpicos   | Juegos Olímpicos                | Juegos Olímpicos | Juegos Olímpicos |
| Año                | Lugar                           | Medalla          | Categoría        |
| ------------------ | ------------------------------- | ---------------- | ---------------- |
| 2008               | Pekín (China)                   | DSC              | 75 kg            |
| Campeonato Mundial |                                 |                  |                  |
| Año                | Lugar                           | Medalla          | Categoría        |
| 2006               | Santo Domingo (Rep. Dominicana) | Medalla de oro   | 75 kg            |
| 2007               | Chiang Mai (Tailandia)          | Medalla de oro   | 75 kg            |
| 2009               | Goyang (Corea del Sur)          | Medalla de plata | 75 kg            |